# روبير هيربان
روبير هيربان (بالفرنسية: Robert Herbin)‏ (30 مارس 1939) مدافع ومدرب فرنسي سابق في لعبة كرة القدم .

## المسيرة كلاعب

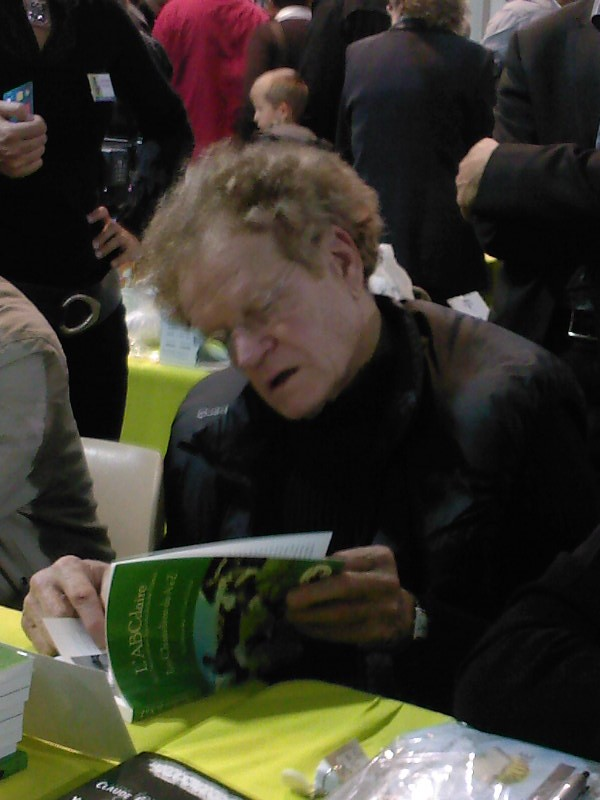
روبرت هيربين في مهرجان سانت إتيان للكتاب في عام 2009، وهو يتصفح أبجديات جمعية سانت إتيان الرياضية

على الرغم من نشأته في نادي كالإيغال نيس للناشئين إلا أن فريق المدينة الأشهر والأكبر نيس قرر أن لا يتعاقد معه بسبب تواضع موهبته وبالتالي قرر الالتحاق بنادي سانت إتيان في سنة 1957 ، وبعدها أصبح أحد أفضل لاعبي الكرة الفرنسية . من خلال مركز اللعب الذي يشارك فيه الوسط المدافع فإنه كان يفضل اللعب بطريقة 4-2-4 في بداية الستينات بسبب قوته البدنية . قاد منتخب فرنسا مع باقي زملائه إلى احتلال منتخب فرنسا المركز الرابع في بطولة كأس الأمم الأوروبية 1960 ، وكذلك شارك في نهائيات كأس العالم 1966 التي أقيمت في إنجلترا . لقد كان أحد أعمدة الجيل الذهبي الأول لفريق سانت إتيان حيث حقق 4 بطولات دوري متتالية من 1967 إلى 1970 . في موسم 1969-1970 قرر المدرب ألبرت باتو نقل هيربان إلى مركز الظهير مع بيرنارد بوسكوير حيث ظل يلعب في هذا المركز حتى نهاية مسيرته الرياضية كلاعب .

## المسيرة كمدرب
بعد رحيل ألبرت باتو أصبح هيربان أصغر مدرب في تاريخ الكرة الفرنسية عندما تولى تدريب فريق سانت إتيان في عمر 33 سنة . استغل أكاديمية الناشئين الملحقة بالنادي من أجل دعم الفريق الأول بالكثير من المواهب الشابة أمثال جيرارد جانفيون ، دومينيك باثيناي ، جاك سانتيني ، ودومينيك روتشيتيو . استطاع أن يبني أحد أقوى الأندية في أوروبا ولكنه فشل في التغلب على فريق بايرن ميونخ الألماني في المباراة النهائية لبطولة دوري أبطال أوروبا التي أقيمت على ملعب هامبدن بارك بمدينة غلاسكو الاسكتلندية . بعدما تم التعاقد مع ميشيل بلاتيني في سنة 1979 قاد هيربان فريق سانت إتيان لتحقيق آخر بطولة دوري في تاريخه في سنة 1981 .
بعد رحيل روجر روتشر عن رئاسة نادي سانت إتيان الداعم الأول لبقاء هيربان فإن هذا الأخير قرر الرحيل أيضا عن النادي والالتحاق بنادي ليون في سنة 1983 وهو الخصم اللدود لنادي سانت إتيان . لم يستطع هيربان إنقاذ ليون من الهبوط . بعد ترك ليون تولى تدريب النصر السعودي وستراسبورغ ثم عاد إلى نادي سانت إتيان في سنة 1987 . على الرغم من عودته إلا أنه فشل في استرجاع بريق النادي السابق فقرر تركه في سنة 1990 . آخر الأندية التي تولى تدريبه هو ريد ستار سانت وان وأخيرا تم تعيينه عضوا في المجلس الفيدرالي التابع للاتحاد الفرنسي لكرة القدم.

## الألقاب
كلاعب
- بطولة الدوري مع فريق سانت إتيان : 1964 ، 1967 ، 1968 ، 1969 ، 1970 .
- بطولة كأس فرنسا مع فريق سانت إتيان : 1962 ، 1968 ، 1970 .

كمدرب
- بطولة الدوري مع فريق سانت إتيان : 1974 ، 1975 ، 1976 ، 1981 .
- بطولة كأس فرنسا مع فريق سانت إتيان : 1974 ، 1975 ، 1977 .
- وصيف دوري أبطال أوروبا مع فريق سانت إتيان : 1976 .

## روابط خارجية
- روبير هيربان على موقع الاتحاد الدولي (مؤرشف)  (الإنجليزية)
- روبير هيربان على موقع الاتحاد الأوربي (الإنجليزية)
- روبير هيربان على موقع قاعدة بيانات كرة القدم.إي يو (الإنجليزية)
- روبير هيربان على موقع ليكيب (الفرنسية)
- روبير هيربان على موقع ناشيونال فوتبول تيمز (الإنجليزية)
- روبير هيربان على موقع عالم كرة القدم.نت (الإنجليزية)